# Stein Johnson
Stein Johnson (eigentlich Sten Jean Johnson; * 20. Oktober 1921 in Bergen; † 28. April 2012 in Oslo) war ein norwegischer Diskuswerfer.
Bei den Europameisterschaften 1946 in Oslo war er Fünfter, bei den Olympischen Spielen 1948 in London Achter und bei den Europameisterschaften 1950 in Brüssel Vierter. 1952 schied er bei den Olympischen Spielen in Helsinki in der Qualifikation aus.
Viermal wurde er Norwegischer Meister (1946, 1950–1952). Seine persönliche Bestleistung von 50,33 m stellte er am 28. August 1952 in Kopenhagen auf.
Wegen seiner Erfolge als Trainer in verschiedenen Sportarten wurde er 2005 mit dem Egebergs Ærespris ausgezeichnet.